# 沙勿略·洛萨诺·巴拉甘
沙勿略·洛薩諾·巴拉甘（西班牙語：Javier Lozano Barragán；1938年1月26日—2022年4月20日）是墨西哥籍天主教司鐸級樞機及宗座醫療牧靈理事會榮休主席。

## 生平
洛薩諾·巴拉甘於1939年10月14日在墨西哥墨西哥州的州府托盧卡出生。他後來到羅馬宗座額我略大學深造並獲頒神學博士學位。他於1955年10月30日晉鐸。
他於1979年8月15日晉牧，並獲教宗保祿六世任命為墨西哥城總教區輔理主教，領努米底亞蒂尼薩領銜教區主教銜。他於1984年至1996年期間擔任薩卡特卡斯教區主教。他於1997年1月7日獲委任為宗座醫療牧靈理事會主席。他於2001年訪問台灣時獲頒輔仁大學名譽神學博士。
教宗若望·保祿二世於2003年10月21日將他冊封為執事級樞機，領聖彌額爾總領天使執事區執事銜。洛薩諾·巴拉甘於2009年4月18日榮休並卸任宗座醫療牧靈理事會主席。教宗方濟各於2014年6月12日將他升為司鐸級樞機，領聖思維聖杜樂雅堂區司鐸銜。

## 牧徽

沙勿略·洛萨诺·巴拉甘枢机牧徽